# Oberaudorfer Alm
Die Oberaudorfer Alm ist eine Alm in der Gemeinde Kiefersfelden.
Neun der elf Gebäude auf der Oberaudorfer Alm stehen unter Denkmalschutz und sind in die Bayerische Denkmalliste eingetragen.

## Baubeschreibung
| Objekt                       | Objektbeschreibung                                                             | Entstehungszeit        | Aktennummer   | Standort | Bild |
| ---------------------------- | ------------------------------------------------------------------------------ | ---------------------- | ------------- | -------- | ---- |
| Baumayralm                   | Steinbau mit Flachsatteldach und hohem hölzernen Kniestock                     | 1817                   | D-1-87-148-68 | ⊙        |      |
| Baumgartner- oder Stoffhütte | Holzbau mit Flachsatteldach                                                    | 1852                   | D-1-87-148-75 | ⊙        |      |
| Sachshütte                   | Jagdhütte, verschindelter Holzbau auf Steinsockel mit Satteldach und Hochlaube | Mitte 19. Jahrhundert  | D-1-87-148-75 | ⊙        |      |
| Waltershütte                 | Holzbau mit Flachsatteldach                                                    | Mitte 19. Jahrhundert  | D-1-87-148-75 | ⊙        |      |
| Krändlkaser                  | erdgeschossiger Blockbau auf Steinsockel mit Flachsatteldach                   | 18./19. Jahrhundert    | D-1-87-148-76 | ⊙        |      |
| Kurzenwirtalm                | verschindelter Blockbau auf Steinsockel mit Flachsatteldach                    | 18./19. Jahrhundert    | D-1-87-148-77 | ⊙        |      |
| Lambacherhütte               | erdgeschossiger Blockbau auf Steinsockel mit Flachsatteldach                   | 18./19. Jahrhundert    | D-1-87-148-78 | ⊙        |      |
| Oberdörflerhütte             | erdgeschossiger Blockbau auf Steinsockel mit Satteldach                        | 18./19. Jahrhundert    | D-1-87-148-79 | ⊙        |      |
| Ramerbäckalm                 | erdgeschossiger Blockbau auf Steinsockel mit Legschindeldach                   | um 1850, im Kern älter | D-1-87-148-80 | ⊙        |      |

Weitere Bauten auf der Oberaudorfer Alm sind die Peternhütte (⊙) und die Gruberhütte (⊙).

## Heutige Nutzung
Die Oberaudorfer Alm wird landwirtschaftlich genutzt, die Peternhütte ist bewirtet.

## Lage
Die Oberaudorfer Alm befindet sich im Mangfallgebirge nordöstlich des Trainsjochs auf einer Höhe von 1110 m ü. NN.
Die Alm liegt zwischen der Wirtsalm im Norden und der Guggenalm im Süden.